# Prinsessegracht
De straat Prinsessegracht is een historische straat en kade in de binnenstad van de Zuid-Hollandse plaats Den Haag. In het Noorden loopt de straat over in de Koninginnegracht en in het Zuiden aan de Herengracht en Zwarteweg. Wanneer de naam officieel Prinsessegracht werd, is niet bekend.

## Geschiedenis
De gracht werd in 1594 gegraven. In die tijd werd het Boskant genoemd. De gracht liep toen van de Herengracht naar de Korte Voorhout. Het deel tussen de Korte Voorhout en de Nieuwe Uitleg werd in 1705 afgerond. De eerste bebouwing aan de gracht werd rond 1666 gebouwd. De op de foto getoonde kerk, ontworpen door T.F. Suys, ging tijdens het bombardement op het Bezuidenhout in vlammen op. De ruïne van de kerk werd in 1956 definitief gesloopt.
In 2021 ontstonden er bij de gemeente Den Haag plannen om aan de gracht een haven te maken, zodat het kruispunt met de Herengracht en Zwarteweg meer als ingang van de Binnenstad herkenbaar zal worden. Op dit punt zal het huidige trafohuis dan verbouwd moeten worden zodat er een informatiepunt voor bezoekers van de Binnenstad kan komen.
De koetshuizen van Prinsessegracht 27, 28, 29 en 30 staan aan de Jan Evertsstraat
De naam Prinsessegracht verwijst naar prinses Amalia van Solms. Naast de Prinsessegracht is in Den Haag ook de Amalia van Solmsstraat in Bezuidenhout naar haar vernoemd.

### Tram
In 1906 kwam tramlijn 5 op de  Prinsessegracht, komende vanaf de Mauritskade. Het eindpunt was op straat ter hoogte van waar nu de Koninklijke Academie van Beeldende Kunsten is. Verlenging naar het Staatsspoor werd gepland, maar de Herenbrug bleek een onoverkomelijke hindernis te zijn. Daarom is de situatie tot aan de opheffing in 1963 zo gebleven. Tramlijn 9 bereed en berijdt nog steeds alleen het deel tussen de Bosbrug en Dierentuinbrug. Lijn 9 rijd daar al sinds 1904, maar daarvoor reed de paardentram er al. In 1864 was dit de tweede paardentramlijn in de Benelux. Tussen 1890 en 1904 reden er accutrams; dat waren de eerste elektrische trams in de Benelux. Tot 1936 reed lijn 9 ook via de krappe Kanonstraat van/naar de Prinsessegracht. Tot 1983 reed lijn 9 via Korte Voorhout en Lange Vijverberg.

## Monumenten
Aan de straat staan meerdere als rijksmonument beschermde panden, waaronder:
- Koninklijke Academie van Beeldende Kunsten
- Het pand van het KIVI
- De liberale synagoge met toegang aan de Jan Evertsstraat
- Turkse ambassade aan de Prinsessegracht 28 en 29
- Museum Meermanno

Niet aan de Prinsessegracht, maar aan de overkant aan de Koningskade of de Laan van Reagan en Gorbatsjov staan het Internationaal Homomonument en Gerry de Kraai.
Straten: Achterom · Alexanderstraat · Van Alkemadelaan · Amaliastraat · Amsterdamse Veerkade · Benoordenhoutseweg · Bezuidenhoutseweg · Cantaloupenburg · Denneweg · Fluwelen Burgwal · Geest · Gravenstraat · Groenewegje · Groot Hertoginnelaan · Grote Marktstraat · Herengracht · Heulstraat · Hogewal · Hooigracht · Javastraat · Juffrouw Idastraat · Kazernestraat · Kneuterdijk · Korte Vijverberg · Korte Voorhout · Laan Copes van Cattenburch · Laan van Meerdervoort · Laan van Nieuw Oost-Indië · Lange Beestenmarkt · Lange Poten · Lange Vijverberg · Lange Voorhout · Lijnbaan · Mallemolen · Mauritskade · Melis Stokelaan · Van Merlenstraat · Molenstraat · Nassaulaan · Nieuwe Haven · Nieuwe Schoolstraat · Nieuwe Uitleg · Nobelstraat · Noordeinde · Oude Boomgaardstraat · Oude Molstraat · Parkstraat · Paviljoensgracht · Piet Heinstraat · Prinsegracht · Prinsessegracht · Prinsestraat · Rijswijkseweg · Riouwstraat · Schalk Burgerstraat · Schedeldoekshaven · Schelpkade · Schenkkade · Scheveningseveer · Scheveningseweg · Schuddegeest · Slijkeinde · Smidswater · Sophialaan · Sportlaan · Spui · Spuistraat · Surinamestraat · Theresiastraat · Torenstraat · Tournooiveld · Trekvlietplein · Turfmarkt · Vaillantlaan · Vondelstraat · Wagenstraat · Weimarstraat · Westeinde · Wijnhaven · Witte de Withstraat · Zeestraat

Pleinen: Alexanderplein
· Anna Paulownaplein
· Bankaplein
· Binnenhof
· Buitenhof
· Burgemeester De Monchyplein
· Clioplein
· Elandplein 
· Esperantoplein
· Groenmarkt
· Grote Markt
· Hofplaats
· Kerkplein
· Koningsplein
· Loosduinse Hoofdplein
· Malieveld
· Muzenplein
· Nassauplein
· Plaats
· Plein
· Plein 1813
· Prins Hendrikplein
· Prinsenvinkenpark
· Regentesseplein
· Rond de Grote Kerk
· Spuiplein
· Tournooiveld
· Vaillantplein
· Varkenmarkt
· Visbanken
· Wijnhaven